# Viliouïsk
Viliouïsk (en russe : Вилюйск) est une ville de la République de Sakha (Iakoutie), en Russie. Sa population s'élevait à 10 529 habitants en 2013.

## Géographie
Viliouïsk est située dans la plaine centrale de Iakoutie, en Sibérie, et arrosée par la rivière Viliouï, un affluent gauche de la Léna. Elle se trouve à 454 km au nord-ouest de Iakoutsk et à 4 440 km à l'est de Moscou.

### Climat
| Mois                                        | jan.       | fév.     | mars      | avril      | mai       | juin      | jui.      | août      | sep.       | oct.       | nov.       | déc.       | année      |
| ------------------------------------------- | ---------- | -------- | --------- | ---------- | --------- | --------- | --------- | --------- | ---------- | ---------- | ---------- | ---------- | ---------- |
| Température minimale moyenne (°C)           | −38        | −34,6    | −25       | −11,2      | 0,5       | 9,9       | 13,2      | 9,1       | 1,4        | −10,3      | −28,5      | −37,8      | −12,6      |
| Température moyenne (°C)                    | −34,4      | −30,1    | −18,1     | −4,4       | 6,4       | 16,3      | 19,2      | 14,8      | 5,8        | −6,8       | −24,9      | −34,5      | −7,6       |
| Température maximale moyenne (°C)           | −30,7      | −25,1    | −11       | 2          | 12        | 22,6      | 25,4      | 20,8      | 10,8       | −3,2       | −21,1      | −31,1      | −2,4       |
| Record de froid (°C) date du record         | −60,9 1927 | −58 1931 | −50 1912  | −40,2 1951 | −23 1909  | −5,3 1964 | 0 1900    | −6,3 1898 | −15,4 1957 | −39,8 1971 | −52,7 1968 | −57,9 1964 | −60,9 1927 |
| Record de chaleur (°C) date du record       | −0,4 1979  | −2 1998  | 10,1 2011 | 18,6 1943  | 30,4 2020 | 36,5 2021 | 37,8 2021 | 36 1969   | 27,7 1955  | 18 1943    | 3,7 2013   | −2,1 2003  | 37,8 2021  |
| Ensoleillement (h)                          | 16         | 95       | 204       | 267        | 290       | 317       | 342       | 252       | 153        | 83         | 44         | 5          | 2 068      |
| Précipitations (mm)                         | 13         | 11       | 10        | 11         | 26        | 35        | 52        | 43        | 33         | 25         | 19         | 14         | 292        |
| dont neige (cm)                             | 37         | 43       | 45        | 32         | 3         | 0         | 0         | 0         | 0          | 6          | 21         | 30         | 217        |
| Record de pluie en 24 h (mm) date du record | 6 1903     | 8 1998   | 9 1961    | 17 1987    | 28 1926   | 60 1937   | 52 1983   | 71 1916   | 34 1997    | 17 1979    | 11 1978    | 8 1995     | 71 1916    |
| Nombre de jours avec précipitations         | 0          | 0        | 0,1       | 3          | 11        | 14        | 13        | 13        | 15         | 5          | 0,1        | 0          | 74         |
| Humidité relative (%)                       | 74         | 75       | 68        | 58         | 54        | 55        | 60        | 66        | 71         | 77         | 77         | 75         | 68         |
| Nombre de jours avec neige                  | 21         | 20       | 15        | 11         | 6         | 0,2       | 0         | 0,1       | 6          | 23         | 21         | 20         | 143        |
| Nombre de jours d'orage                     | 0          | 0        | 0         | 0          | 0,3       | 4         | 5         | 2         | 0,1        | 0          | 0          | 0          | 11         |
| Nombre de jours avec brouillard             | 13         | 8        | 1         | 0,2        | 0,2       | 0,1       | 0,4       | 1         | 1          | 0,3        | 4          | 12         | 41         |

| Diagramme climatique                                  |              |          |          |         |           |            |           |           |             |              |              |
| J                                                     | F            | M        | A        | M       | J         | J          | A         | S         | O           | N            | D            |
| −30,7−3813                                            | −25,1−34,611 | −11−2510 | 2−11,211 | 120,526 | 22,69,935 | 25,413,252 | 20,89,143 | 10,81,433 | −3,2−10,325 | −21,1−28,519 | −31,1−37,814 |
| Moyennes : • Temp. maxi et mini °C • Précipitation mm |              |          |          |         |           |            |           |           |             |              |              |

## Histoire
Viliouïsk est née en 1634 d'un campement d'hiver de Cosaques. En 1775 la colonie devient un centre administratif à la suite d'un redécoupage de la région d'Irkoutsk. L'agglomération est reconstruite à son emplacement actuel par des exilés politiques qui avaient participé à la révolte de Pougatchev (1773-1775). La nouvelle agglomération reçoit en 1783 le nom d'Olensk — en russe, olen signifie cerf, celui-ci figure aujourd'hui sur les armes de la ville — et devient le chef-lieu du gigantesque arrondissement de Viliouï. En 1821, l'agglomération est renommée Viliouïsk.

## Population
Recensements (*) ou estimations de la population
| 1856 | 1897* | 1926* | 1939* | 1959* | 1970* |
| ---- | ----- | ----- | ----- | ----- | ----- |
| 400  | 611   | 1 300 | 3 100 | 4 817 | 6 215 |

| 1979* | 1989* | 2002* | 2010*  | 2012   | 2013   |
| ----- | ----- | ----- | ------ | ------ | ------ |
| 7 108 | 8 988 | 9 776 | 10 234 | 10 187 | 10 529 |

## Économie
La ville possède un aéroport et un port sur la Viliouï.